# Леся Богуславець
Леся Богуславець (23 червня 1931, Зіньків, Полтавська область) — псевдонім української письменниці Олександри Ткач. Донька письменника та видавця Дмитра Нитченка, мати перекладача та видавця Юрія Ткача.

## Біографія

Дарчий напис Лесі Богуславець

Олександра Ткач народилася в 1931 році в м. Зіньків Полтавської області, навчання розпочала в Харкові. З родиною в 1943 році емігрувала до Німеччини, закінчила українську гімназію в Еттлінгені. У 1949 з родиною переїхала до Австралії, поселилася в Мельбурні, працювала у шпиталі, потім на фабриці. З 1978 році працює в українському відділі австралійського державного радіо SBS в Мельбурні, з 1989 р. очолює українську програму радіостанції SBS у Мельбурні. З 1996 році член Спілки письменників України, член літературно-мистецького клубу ім. В. Симоненка в Австралії. Лауреат літературної премії «Тріумф» (2001).

## Творчість
Автор гуморесок «Який Сава, така й слава» (1979), репортажів «На прощу до рідної землі» (1984, 2005), «Від Находки до Чернівців» (1988), «За рідним краєм і в раю скучно» (1998), «Судженого й конем не об'їдеш» (2016), збірок оповідань «Моя австралійська кума» (1991), «Чужина, чужина» (2009), а також друкувалася у журналах «Нові Дні» (Канада), «Березіль», «Дзвін» (Україна), газеті «Вільна Думка» та альманаху «Новий обрій» (Австралія).

### Окремі видання
- Богуславець Л. Який Сава така й слава. — Мельборн, 1979. — 88 с. [Архівовано 22 серпня 2018 у Wayback Machine.]
- Богуславець Л. На прощу до рідної землі. — Мельбурн, 1984. — 137 с. [Архівовано 22 серпня 2018 у Wayback Machine.]
- Богуславець Л. На прощу до рідної землі. Десять подорожей в Україну та інші країни. — Київ: Ярославів Вал, 2005. — 396 с.
- Богуславець Л. Від Находки до Чернівців. Враження з подорожі. — Мельборн: В-во «Байда», 1988. — 190 с.
- Богуславець Л. Моя австралійська кума: оповідання. — Дніпропетровськ: Січ, 1991. — 193 с.
- Богуславець Л. За рідним краєм і в раю не скучно. — К.: Дніпро, 1998. — 248 с.
- Ткач Л. Чужина, чужина. Оповідання. — К.: Ярославів Вал, 2009. — 208 с.
- Богуславець Л. Судженого й конем не об'їдеш: подорожні, нариси та мемуарні портрети. — К. : Ярославів Вал, 2016. — 280 с.

### Публікації в періодиці
- Богуславець Л. «Подорож до Італії (або подорож у юність)» // Новий обрій. Альманах. — Мельбурн, 1999. — Ч. 11. — С. 83-92.